# 巫家世
巫家世（1963年8月—），男，汉族，广西宾阳人，中华人民共和国政治人物，曾任桂林市人民政府副市长，现任广西壮族自治区市场监督管理局局长，中国国民党革命委员会中央委员会常务委员、广西壮族自治区委员会主任委员，第十三届全国政协委员。